# Gemorodes delphinopa
Gemorodes delphinopa är en fjärilsart som beskrevs av Edward Meyrick 1930. Gemorodes delphinopa ingår i släktet Gemorodes och familjen plattmalar. Inga underarter finns listade i Catalogue of Life.